# T. Rex (rockband)
T. Rex, ursprungligen Tyrannosaurus Rex, var ett brittiskt glamrock-band bildat år 1967. T. Rex blev en av de största grupperna inom glamrocken och var under första halvan av 1970-talet omåttligt populära i Storbritannien, i övriga Europa och i Japan. Frontmannen Bolan anses också var en av de främsta företrädarna, stilbildarna för det som senare skulle kallas glamrock.

## Historik
Sångaren, gitarristen och låtskrivaren Marc Bolan var gruppens ledfigur. I spillrorna av gruppen John's Children startade Bolan tillsammans med Steve Peregrine Took den akustiska duon Tyrannosaurus Rex. De spelade in tre album tillsammans. Dessa album var mer psykedeliska (trots att de två första bara består av akustisk gitarr och bongotrummor) och är ganska långt ifrån de glammiga tonerna som skulle komma från gruppen senare. Took lämnade Bolan hösten 1969, han ersattes av Mickey Finn och de spelade tillsammans in albumet A Beard of Stars som släpptes 1970.
Efter ett framgångsrikt singelsläpp samma år med "Ride a White Swan", bestämde sig Bolan för att utöka gruppen till ett helt band, med namnet förkortat till T. Rex. Den nya uppsättningen av gruppen bestod av Marc Bolan (sång, gitarr), Steve Currie (bas), Mickey Finn (slagverk), och Bill Legend (trummor). De spelade in låten "Hot Love" som blev en stor hit i England. Snart släpptes också "Get It On" som blev lika framgångsrik som "Hot Love" i England, och den enda låten med gruppen som blev en större singelhit i USA med en tiondeplats på Billboardlistan. Albumet "Electric Warrior" släpptes senare samma år och blev det första albumet med den här sättningen av gruppen som släpptes. Albumet blev en stor framgång i England och sålde även ganska bra i USA. 
1972 producerade gruppen ytterligare två singelettor i hemlandet: "Telegram Sam" och "Metal Guru". Samma år släppte gruppen också sitt bästsäljande album, "The Slider". Senare under året kom ytterligare hits som "Children of the Revolution" och "Solid Gold Easy Action" och på hösten hade även T. Rex film "Born to Boogie" premiär i London.
1973 kom T. Rex två sista topp 5-hits, "20th Century Boy" och "The Groover” samt albumet "Tanx" som också sålde mycket bra. På sommaren det året fick gruppen en andregitarrist vid namn Jack Green. 
1974 började man släppa sitt material under namnet Marc Bolan and T. Rex. Under de följande åren kom gruppens popularitet att dala. Marc Bolan gav dock inte upp och 1976/1977 fick han genom den nya punkrörelsen nya fans och ett kraftigt uppsving som artist. Bland annat fick han då sin sista stora hit med låten "I Love to Boogie". Bolan skulle troligen fortsatt att spela in material under gruppnamnet T. Rex om han inte dött i en bilolycka den 16 september 1977. Bilen kördes av hans flickvän Gloria Jones.

## Diskografi

### Album som Tyrannosaurus Rex
- 1968 – My People Were Fair and Had Sky in Their Hair... But Now They're Content to Wear Stars on Their Brows
- 1968 – Prophets, Seers and Sages the Angels of the Ages
- 1969 – Unicorn
- 1970 – A Beard of Stars

### Album som T. Rex
- 1970 – T. Rex
- 1971 – Electric Warrior
- 1972 – The Slider
- 1973 – Tanx
- 1973 – Great Hits
- 1974 – Zinc Alloy and the Hidden Riders of Tomorrow (som Marc Bolan & T. Rex)
- 1975 – Bolan's Zip Gun
- 1976 – Futuristic Dragon
- 1977 – Dandy in the Underworld